# Kaszotto

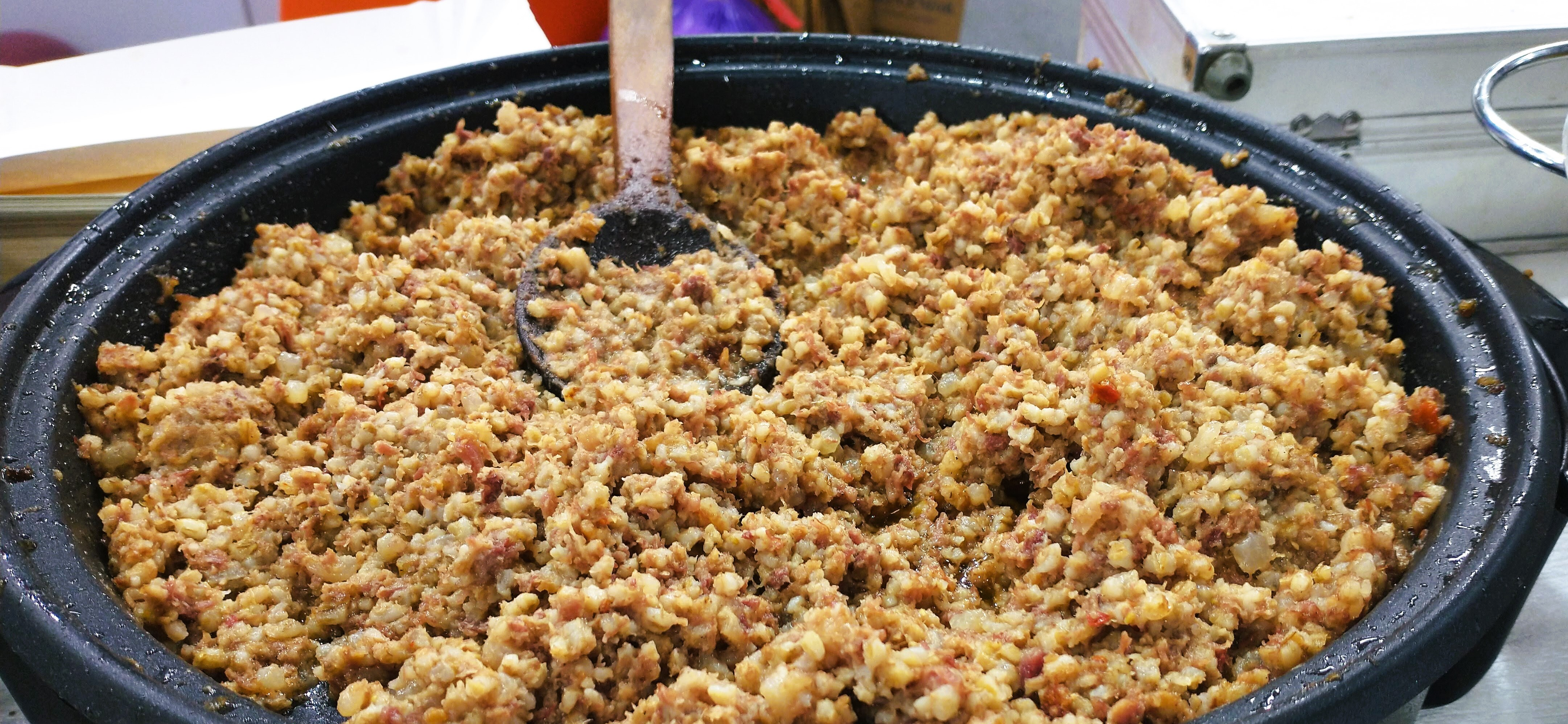
Kaszotto z gęsiną.

Kaszotto – danie jednodaniowe, zwane  jednogarnkowym, sporządzane z kaszy duszonej lub zapiekanej z mięsem (lub jego zamiennikami) i warzywami, z dodatkiem pikantnych przypraw.
Nazwa „kaszotto” jest neologizmem powstałym w analogii do zakotwiczonego w polszczyźnie italianizmu risotto. 
Tak jak w risotto głównym składnikiem jest ryż, tak w „kaszotto” jest nim kasza – zazwyczaj pęczak jęczmienny (tzw. „pęczakotto” lub „pęczotto”) ale stosuje się też kaszę jęczmienną łamaną, kaszę gryczaną (tzw. „gryczotto”), jaglaną (tzw. „jaglotto”), orkiszową (tzw. „orkiszotto”), bulgur (tzw. „bulgurotto”) itd.